# Венера-13
«Вене́ра-13» (серии 4В1М) — советская автоматическая межпланетная станция (АМС), запущенная по программе исследования планеты Венера.
Старт АМС «Венера-13» был осуществлён 30 октября 1981 года в 06:04:00 UTC с космодрома Байконур, с помощью ракеты-носителя «Протон-К» с разгонным блоком ДМ.

## Состав научной аппаратуры
Общая масса КА «Венера-13» составляла 4397,85 кг. Масса спускаемого аппарата — 1643,72 кг, масса посадочного аппарата на поверхности Венеры — 750 кг. 
На «Венере-13» были установлены приборы, сконструированные советскими, австрийскими и французскими специалистами. Всего на станции было установлено 14 научных приборов, в частности: 
- Акселерометр — Бизон-М
- Термометр, Барометр — ITD
- Спектрометр — IOAV-2
- Ультрафиолетовый фотометр
- Масс-спектрометр — MKh-6411
- Детектор окислительно-восстановительных реакций — Контраст
- Две цветные телефотометрические камеры — TFZL-077
- газовый хроматограф — Sigma-2
- оптический спектрофотометр
- нефелометр — MNV-78-2
- гидрометр — VM-3R
- рентгеновский флуоресцентный спектрометр — Arakhis-2
- радиосейсмограф — «Гроза-2»[4].

## Полёт

Цветная фотография поверхности Венеры переданная «Венерой-13». Прибор для измерения механических свойств грунта (в виде лесенки), эталонная шкала цветов. На панораме «Венера-13» заметно, как измельченный грунт слегка присыпал зубчатую оправу спускаемого аппарата

В 1981 году Земля и Венера находились в благоприятном взаимном расположении для запуска космических аппаратов. Через пять суток после старта «Венеры-13» была запущена АМС «Венера-14».
Через четыре месяца «Венера-13» достигла планеты Венера. От АМС отделился спускаемый аппарат, который 1 марта 1982 года совершил мягкую посадку на поверхности Венеры. «Венера-13» продолжила полёт по гелиоцентрической орбите.
В результате торможения спускаемый аппарат вошёл в атмосферу Венеры, его скорость снизилась до скорости звука, после этого был раскрыт тормозной парашют. На высоте 47 километров над поверхностью парашют был отстёгнут и спускаемый аппарат продолжил спуск, используя аэродинамическое торможение. Спускаемый аппарат «Венеры-13» совершил посадку на планету в точке с координатами: 7°30′ ю. ш. 303°00′ в. д. / 7,5° ю. ш. 303° в. д. Район посадки — область Фебы (Phoebe Regio). Место посадки спускаемого аппарата «Венеры-13» находится в 950 километрах к северо-востоку от места посадки спускаемого аппарата «Венеры-14».
Во время спуска СА прибор «Гроза-2» зафиксировал многочисленные электрические разряды. После посадки спускаемый аппарат «Венеры-13» передал панорамное изображение окружающего венерианского пейзажа. Камерой модуля было сделано 14 цветных и 8 черно-белых снимков поверхности планеты. В месте посадки обнаружены скальные породы, окружённые тёмной мелкозернистой почвой. С помощью автоматического бура были взяты образцы грунта, помещённые затем для исследования в специальную камеру внутри аппарата. В ней поддерживалось давление 0,05 атмосферы и температура 30°C. Впервые в мировой космонавтике химический состав образцов грунта исследовался рентгеновским флуоресцентным спектрометром, всего принято 40 спектров и установлено количество основных элементов в пробе, как оказалось, порода в месте посадки — лейцитовый щелочной базальт. Также СА имел микрофон, хотя на телеметрию сигнал поступал в продетектированном виде, т. е. передавалась только огибающая.
Средняя температура на поверхности Венеры составляет 737 К (464 °C), а давление — 92 бар. Спускаемый аппарат действовал в течение 127 минут (запланированное время действия было 32 минуты). Такого результата удалось добиться благодаря тому, что приборы были спрятаны в герметичном титановом корпусе, предварительно охлаждённом перед спуском на поверхность. 

## Фотографии с Венеры
Существуют любительские обработанные снимки, созданные из исходников фотографий станции и обработанные уже на современных компьютерах. Особенно можно отметить работы по восстановлению снимков американцем Доном Митчелом, который с помощью российского астронома Владимира Курта каталогизировал советскую программу «Венера».